# 张奎 (1937年)
张奎（1937年—2018年），男，河北通县人，中国统计物理学家，宁夏大学校长。第八届全国人大代表。

## 生平
1937年出生。侨眷。河北通县人。1958年从北京师范大学物理系毕业，参与宁夏师范学院及其数理两系的创建。先后兼任教研室主任、全系资料室和实验室主任、副系主任。1978年评为讲师，1985年晋升为副教授，1991年晋升为教授。1983年任宁夏大学副校长，1989年至2001年任校长。兼任中国物理学会理事，宁夏物理学会理事长，《大学物理》常务编委等职务。
因病医治无效，于2018年11月6日9时32分在北京去世，享年81岁。